# الحرب البولندية السوفيتية
الحرب البولندية السوفيتية (14 فبراير 1919 - 18 أكتوبر 1920) كانت حربًا بين الجمهورية البولندية الثانية والجمهورية الشعبية الأوكرانية من جهة، والاتحاد السوفيتي الأولي (روسيا السوفيتية وأوكرانيا السوفيتية) من جهة أخرى، على منطقة مماثلة لأقصى غرب أوكرانيا الحالية وأجزاء من بيلاروس الحديثة.
شعر يوزف بيوسودسكي، الذي كان رأس دولة بولندا، أن الوقت قد حان لتوسيع الحدود البولندية حتى تصل لأقصى مكان ناحية الشرق يمكن الوصول إليه، وتبع ذلك بخطة اتحاد البرزخ الفدرالي المكون من دول أوروبا الوسطى والشرقية تحت قيادة بولندا، والذي عمل كحصن لمنع ظهور الإمبريالية الروسية والألمانية مرة أخرى. كانت بولندا بالنسبة لفلاديمير لينين جسرًا على الجيش الأحمر أن يعبره من أجل مساعدة الحركات الشيوعية الأخرى وقيام المزيد من الثورات الأوروبية. انتصرت القوات البولندية في الحرب البولندية الأوكرانية في عام 1919، وبحلول هذا العام كانت قد سيطرت على جزء كبير من غرب أوكرانيا. حاولت جمهورية غرب أوكرانيا الشعبية بقيادة يفان بيتروشيفيتش إنشاء دولة أوكرانية على أراض ادعى كل من البولنديين والأوكرانيين حقهم فيها. حاول سيمون بتليورا في الجزء الروسي من أوكرانيا أن يدافع عن جمهورية أوكرانيا الشعبية ويعززها، ولكن مع بدأ البلاشفة في الفوز في الحرب الأهلية الروسية، شرعوا في التقدم غربًا نحو الأراضي الأوكرانية المتنازع عليها، ما تسبب في انسحاب قوات بتليورا إلى منطقة بودوليا. تشكلت جبهة واضحة بحلول نهاية عام 1919 نتيجة لقرار بتليورا بالتحالف مع بيوسودسكي. زادت المناوشات الحدودية بعد هجوم كييف بقيادة بيوسودسكي في أبريل 1920.
قوبل الهجوم البولندي بهجوم مضاد ناجح من قبل الجيش الأحمر. اضطرت القوات البولندية للتراجع إلى الغرب وصولًا إلى العاصمة البولندية وارسو بسبب عملية الاتحاد السوفيتي، أما الإدارة الأوكرانية فقد فرّت إلى أوروبا الغربية. أدت المخاوف الغربية من وصول القوات السوفيتية إلى الحدود الألمانية إلى زيادة اهتمام القوى الغربية بالحرب. بدا سقوط وارسو أكيدًا في منتصف الصيف، ولكن الأحوال تغيرت مرة أخرى في منتصف أغسطس حيث حققت القوات البولندية انتصارًا غير متوقع وحاسمًا في معركة وارسو. دعا السوفيت إلى السلام في أعقاب التقدم البولندي شرقًا حتى انتهت الحرب بوقف إطلاق نار في 18 أكتوبر 1920.
وُقّعت معاهدة ريغا للسلام في 18 مارس 1921، إذ قسمت المناطق المتنازع عليها بين بولندا وروسيا السوفيتية. حددت الحرب إلى حد كبير الحدود السوفيتية البولندية لفترة ما بين الحربين العالميتين. حصلت بولندا على مساحة امتدت لنحو 200 كيلومتر شرق حدها السابق المعروف بخط كورزون، والذي حُدد من قبل لجنة دولية بعد الحرب العالمية الأولى. أصبح جزء كبير من الأراضي التي عُينت لبولندا في معاهدة ريغا جزءًا من الاتحاد السوفيتي بعد الحرب العالمية الثانية، عندما أعادت قوات الحلفاء تحديد الحدود المشتركة وفقًا لخط كورزون.

## أسماء وتواريخ
عُرفت الحرب بعديد من الأسماء. «الحرب البولندية - السوفيتية» هو الاسم الأكثر شيوعًا، في حين تتضمن الأسماء الأخرى «الحرب الروسية - البولندية [أو الحرب البولندية - الروسية] في 1919-1921» (تُذكر الأعوام لتفريقها عن الحروب البولندية الروسية السابقة) و«الحرب البولندية البلشفية». هذا المصطلح الثاني (أو فقط «الحرب البلشفية») هو الأكثر شيوعًا في المصادر البولندية. يشار إليها في بعض المصادر البولندية أيضًا باسم «حرب 1920».
هنالك خلاف حول تواريخ الحرب. تبدأ موسوعة بريتانيكا مقالها بنطاق التاريخ 1919-1920، ولكن تذكر بعد ذلك: «على الرغم من أن العداوات كانت موجودة بين البلدين خلال عام 1919، إلا أن الصراع قد بدأ مع تشكيل رأس الدولة البولندي يوزف بيوسودسكي تحالفًا مع الزعيم القومي الأوكراني سيمون بتليورا (21 أبريل 1920) ومع بدأ قواتهما المشتركة في اجتياح أوكرانيا، كاحتلال كييف في 7 مايو». تعتبر الموسوعة البولندية المسماة بموسوعة الإنترنت بي دبليو إن عام 1919 هو عام بداية الحرب، وكذلك يفعل المؤرخون الغربيون مثل نورمان ديفيز.
يُحدد تاريخ الانتهاء بأنه إما عام 1920 أو 1921. ينبع هذا الالتباس من حقيقة أنه بينما طُبّق وقف إطلاق النار في 18 أكتوبر 1920، لم تُوقَّع المعاهدة الرسمية لإنهاء الحرب إلا بعد أشهر، في 18 مارس 1921. على الرغم من أنه يمكن وصف أحداث 1919 على أنها نزاع حدودي لا أكثر، وأيضًا لم ينخرط الجانبان في حرب شاملة قبل بدايات عام 1920، فإن النزاعات التي اندلعت في عام 1920 كانت تصعيدًا حتميًا للقتال الذي بدأ بشكل جدي في العام السابق. في النهاية، كانت أحداث 1920 عواقب منطقية، وإن لم تكن متوقعة، لتمهيد عام 1919.

## التمهيد

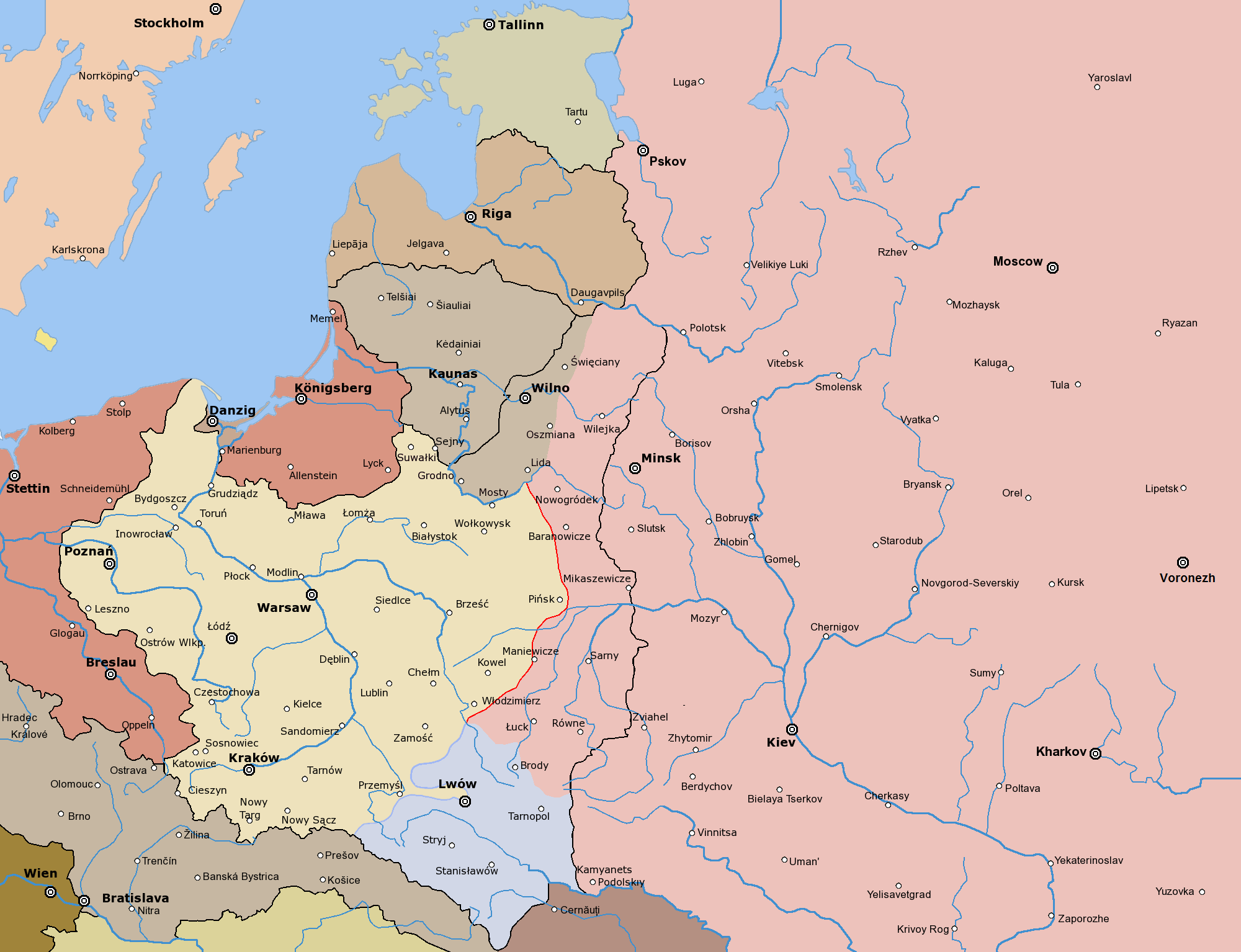
خرائط الحرب البولندية السوفيتية، مارس 1919

تتمثل الأراضي الرئيسية المتنازع عليها في أوكرانيا الحالية وبيلاروسيا، الذين شكلوا جزءًا من ولاية روس الكييفية في العصور الوسطى حتى منتصف القرن الرابع عشر. بعد فترة من الحروب الضارية، علاوة على الغزو المنغولي في عام 1240، أصبحت هذه الأراضي أهدافًا للتوسع بالنسبة لمملكة بولندا ودوقية ليتوانيا الكبرى. أصبحت دوقية كييف الكبرى والأراضي الموجودة بين أنهار دنيبر وبريبيات ودوغافا (نهر دفينا الغربي) جزءًا من دوقية ليتوانيا الكبرى في النصف الأول من القرن الرابع عشر، وقد قسمت بولندا وليتوانيا مملكة غاليسيا-فولينيا بينهما في عام 1352. أما في عام 1569، انتقلت بعض الأراضي الأوكرانية إلى التاج البولندي وفقًا لشروط اتحاد لوبلين بين بولندا وليتوانيا. أصبحت العديد من الأراضي السلافية الشرقية جزءًا من الإمبراطورية الروسية بين عامي 1772 و 1795 في إطار تقسيم بولندا، وانتقل جزء كبير من أراضي دوقية وارسو (بولندا) إلى السيطرة الروسية بعد مؤتمر فيينا في الفترة 1814-1815. بعد رفض البولنديين الشباب التجنيد الإجباري والانضمام للجيش الإمبراطوري الروسي خلال انتفاضة بولندا في عام 1863، جرد القيصر ألكسندر الثاني بولندا من دستورها المستقل، وجعل اللغة الروسية بالإجبار هي اللغة الوحيدة المُتحدث بها، وأخذ مساحات شاسعة من الأراضي من البولنديين، إضافة إلى أنه أدرج بولندا مباشرة إلى داخل روسيا عن طريق تقسيمها إلى عشر مقاطعات لكل منها حاكم عسكري روسي معين، وكلها تحت السيطرة الكاملة للحاكم العام الروسي في وارسو.
تغيرت خريطة أوروبا الوسطى والشرقية بشكل هائل مع انتهاء الحرب العالمية الأولى (1918). أصبحت خطط برلين لإنشاء دول دمى بأوروبا الشرقية (أطلق عليها الألمان اسم ميتليوروبا) وواحدة في بولندا باطلة؛ كنتيجة لهزيمة ألمانيا. انهارت الإمبراطورية الروسية ما أدى إلى قيام ثورة 1917 الروسية، إضافة إلى الحرب الأهلية الروسية في 1917-1922.  رأت عدة دول صغيرة بالمنطقة فرصة لاستقلال حقيقي واغتنمت الفرصة للحصول عليه. نظرت روسيا السوفيتية إلى أقاليمها المفقودة كمقاطعات متمردة وأساسية للحفاظ على أمنها، ولكن لم تكن لديها الموارد اللازمة لرد سريع. في حين أن مؤتمر باريس للسلام لعام 1919 لم يتخذ قرارًا نهائيًا فيما يتعلق بالحدود الشرقية لبولندا، إلا أنه قد حدد خط كورزون كحد مؤقت في ديسمبر 1919 كمحاولة لتعيين المناطق التي لديها «أغلبية عرقية بولندية بدون نزاع». لم يشعر المشاركون في المؤتمر بأنهم مؤهلون للحكم على المطالبات المتنافسة.
استطاعت بولندا إعادة تأسيس دولتها مرة أخرى مع نجاح انتفاضة بولندا الكبرى (1918-1919) لتصبح دولة ذات سيادة للمرة الأولى منذ تقسيم عام 1795. شرعت بولندا في إقامة حدودها الحالية من الأراضي المجزأة سابقًا، مُشكّلةً الجمهورية البولندية الثانية. كان هناك نزاع منذ وقت طويل بين روسيا وبولندا على العديد من هذه الأراضي.
لم تكن بولندا الدولة الوحيدة التي قابلتها هذه المشاكل والفرص الجديدة، إذ شرعت جميع الدول المستقلة حديثًا والمجاورة لبولندا في التصارع على الحدود تزامنًا مع انهيار سلطات الاحتلال الروسية والألمانية:
خاضت رومانيا حربًا مع هنغاريا على ترانسيلفانيا، ومملكة يوغوسلافيا مع إيطاليا على رييكا، إضافة إلى بولندا مع تشيكوسلوفاكيا على سيازين سيليزيا، ومع ألمانيا على بوزنان، ومع قوات أوكرانيا الشعبية على غاليسيا الشرقية. تقاتل الأوكرانيون والبيلاروسيون والليتوانيون والإستونيون واللاتفيون ضد بعضهم البعض، وأيضًا ضد الروس الذين كانوا منقسمين بدورهم كذلك.
تسبب انتشار التأثيرات الشيوعية في قيام ثورات شيوعية في ميونيخ (أبريل - مايو 1919)، وفي برلين (يناير 1919)، وفي بودابست (مارس - أغسطس 1919)، وفي بريشوف في سلوفاكيا (يونيو - يوليو 1919). علق ونستون تشرشل بسخرية: «انتهت حرب العمالقة، وبدأت حروب الأقزام». لم تدم أي من هذه المناوشات طويلًا، مع استثناء وحيد متمثل في الحرب البولندية-السوفيتية. من المحتمل أن تكون الحرب البولندية السوفيتية قد حدثت عن طريق الصدفة أكثر من التخطيط، إذ يبدو من غير المرجح أن يكون أي شخص في روسيا السوفيتية أو في الجمهورية البولندية الثانية الجديدة قد خطط بتعمد لحرب أجنبية كبرى. افتقرت بولندا، التي كانت أرضها عبارة عن ساحة قتال هائلة خلال الحرب العالمية الأولى، إلى الاستقرار السياسي؛ لم يمر وقت طويل على فوز بولندا في الصراع الصعب مع جمهورية أوكرانيا الوطنية الغربية في يوليو 1919 حتى أصبحت متورطة بالفعل في صراعات جديدة مع ألمانيا (الانتفاضات سيليزية من 1919 إلى 1921)، وأيضًا مع تشيكوسلوفاكيا (يناير 1919). في هذه الأثناء، كان تركيز روسيا الثورية منصبًا على إحباط الثورة المضادة وتدخل الحلفاء (1918 إلى 1925). على الرغم من أن الاشتباكات الأولى بين القوات البولندية والسوفيتية وقعت في فبراير 1919، فإن الطرفين لم يدركا أنهما انخرطا في حرب واسعة النطاق قبل مرور ما يقرب من عام كامل.
بدأ زعيم الحكومة البلشفية الروسية فلاديمير لينين ينظر إلى مستقبل الثورة بتفاؤل أكبر في أواخر عام 1919؛ بفضل انتصارات الجيش الأحمر في الحرب الأهلية على الحركة البيضاء الروسية المناهضة للشيوعية وحلفائها الغربيين. أعلن البلاشفة عن حاجتهم لديكتاتورية البروليتاريا، وأثاروا اضطرابًا مطالبين بمجتمع شيوعي عالمي. كانت لديهم نية واضحة لربط الثورة في روسيا بثورة ألمانيا المتوقعة، علاوة على مساعدة الحركات الشيوعية الأخرى في أوروبا الغربية، ولذلك كانت بولندا الجسر الجغرافي الذي سيتعين على الجيش الأحمر أن يعبره لتقديم الدعم المادي المباشر في الغرب. هدف لينين إلى استعادة السيطرة على المناطق التي هجرتها روسيا في معاهدة برست ليتوفسك في مارس 1918، وأيضًا التسلل إلى مناطق الحدود مع إنشاء الحكومات السوفيتية هنالك وفي بولندا، وأخيرًا الوصول إلى ألمانيا حيث كان يتوقع نشوب ثورة اشتراكية. لم يكن يعتقد أن روسيا السوفيتية بإمكانها النجاة بدون دعم ألمانيا الاشتراكية. كان السوفيت قد استولوا على معظم أوكرانيا وقادوا المديرية الأوكرانية خارج كييف بحلول نهاية صيف عام 1919. أقاموا أيضًا جمهورية ليتوانيا-بيلاروسيا (ليتبيل)، وكانت حكومة لم تحظى بشعبية كبيرة نظرًا للإرهاب وجمع المواد الغذائية والبضائع من أجل الجيش.
على الرغم من كل ذلك، أنكرت الحكومة السوفيتية رسميًا الاتهامات الموجهة بمحاولة غزو أوروبا.
مع تقدم القتال بين بولندا والاتحاد السوفيتي، وبالأخص في يونيو 1920 حين جرى التصدي لهجوم كييف البولندي، بدأ أصحاب القرارات السياسية من السوفيت، ومن بينهم لينين، في رؤية الحرب أكثر وأكثر على أنها فرصة حقيقية لنشر الثورة نحو الغرب. أشار المؤرخ ريتشارد بايبس إلى أن السوفيت كانوا قد أعدوا بالفعل لضربة ضد بولندا قبل حدوث هجوم كييف.
كانت السياسة البولندية متأثرة بشدة برأس الدولة يوزف بيوسودسكي قبل بدء الحرب البولندية السوفيتية. أراد بيوسودسكي تفكيك الإمبراطورية الروسية، وإقامة «اتحاد برزخي فدرالي» يجمع دولًا مستقلة بقيادة بولندا: بولندا، وليتوانيا، وأوكرانيا، ودول وسط وشرق أوروبا الأخرى المنبثقة من إمبراطوريات تهدمت بعد الحرب العالمية الأولى. أمل بيوسودسكي في أن يصبح هذه الاتحاد الجديد كونفدرالية وثقلًا موازنًا لأي نوايا إمبريالية محتملة من جانب روسيا أو ألمانيا. جادل بيوسودسكي أنه «لا يمكن أن تكون هناك بولندا مستقلة بدون أوكرانيا مستقلة»، ولكن من المرجح أن اهتمامه كان منصبًا على انفصال أوكرانيا عن روسيا وليس على مصلحة الأوكرانيين. لم يتردد قط في استخدام القوة العسكرية لمدّ الحدود البولندية حتى غاليسيا وفولينيا، ساحقًا أثناء ذلك محاولة أوكرانية لتقرير مصيرها في المناطق المتنازع عليها شرق نهر بوك الجنوبي، والتي كانت تضم أقلية بولندية كبيرة كانت تشكل الأكثرية في مدن مثل لويو، على عكس الأكثرية الأوكرانية التي تواجدت في الريف. قال بيوسودسكي متحدثًا عن الحدود المستقبلية لبولندا: «كل ما يمكننا كسبه في الغرب يعتمد على الائتلاف-للمدى الذي قد يجعله راغبًا في الضغط على ألمانيا»، وشمل حديثه عن الشرق: «هناك أبواب تفتح وتغلق، ويعتمد الأمر على من يجبر فتحها وإلى أي مدى». وسط الفوضى الموجودة بالشرق، انطلقت القوات البولندية للتوسع في هذه الناحية قدر الإمكان. لم تكن بولندا تنوي الانضمام إلى التدخل الغربي في الحرب الأهلية الروسية أو إخضاع روسيا نفسها.